# Свинорий пальчастий
Свинорий пальчастий, свинорий пальчатий, пальчатка зубата, цинодон пальчастий (Cynodon dactylon L.) Pers.) – вид рослин родини тонконогові (Poaceae). лат. dactylon — «пальці».

## Опис
Це багаторічна сіро-зеленого кольору рослина, що досягає висоти зростання від 10 до 40 см. Має до 1 метра завдовжки розгалужене кореневище й довгі повзучі надземні пагони, які мають багато вузлів. Таким чином, утворює щільний газон. Листові пластини від 2 до 15 см в довжину і в ширину від 3 до 4 мм, грубі на обох сторонах. Колоски 2–6 см і шириною 1–2 мм. Колосочки довжиною від 2,4 до 3,2 мм. Квітне з травня по вересень. Зернівки приблизно 1 мм завдовжки.

## Поширення
Походження: Старий Світ. Широко натуралізований бур'ян. Ця трава широко культивується в теплих і помірних кліматичних умовах по всьому світу, де є від 500 до 2800 мм річних опадів (або набагато менше, якщо є зрошення). Процвітає від рівня моря до 2200 метрів. Як і раніше вид популярний у використанні на спортивних майданчиках. Є численні сорти, відібрані для різних вимог дерну. Дуже агресивний, усуває багато інших видів, стаючи інвазивним видом у багатьох областях.

## Використання
У народній медицині кореневища застосовують при хворобах дихальних шляхів і нирок, як кровоочисний засіб, при нічному нетриманні сечі, при частковій втраті зору, при туберкульозі легень, жовтяниці, порушенні менструального циклу, ревматизмі і ломотах, при венеричних хворобах, водянці, каменях в сечових і жовчних шляхах, рахіті, фурункулах запаленнях сечового міхура та геморої.
Свинорий використовують у гомеопатії.

### Галерея

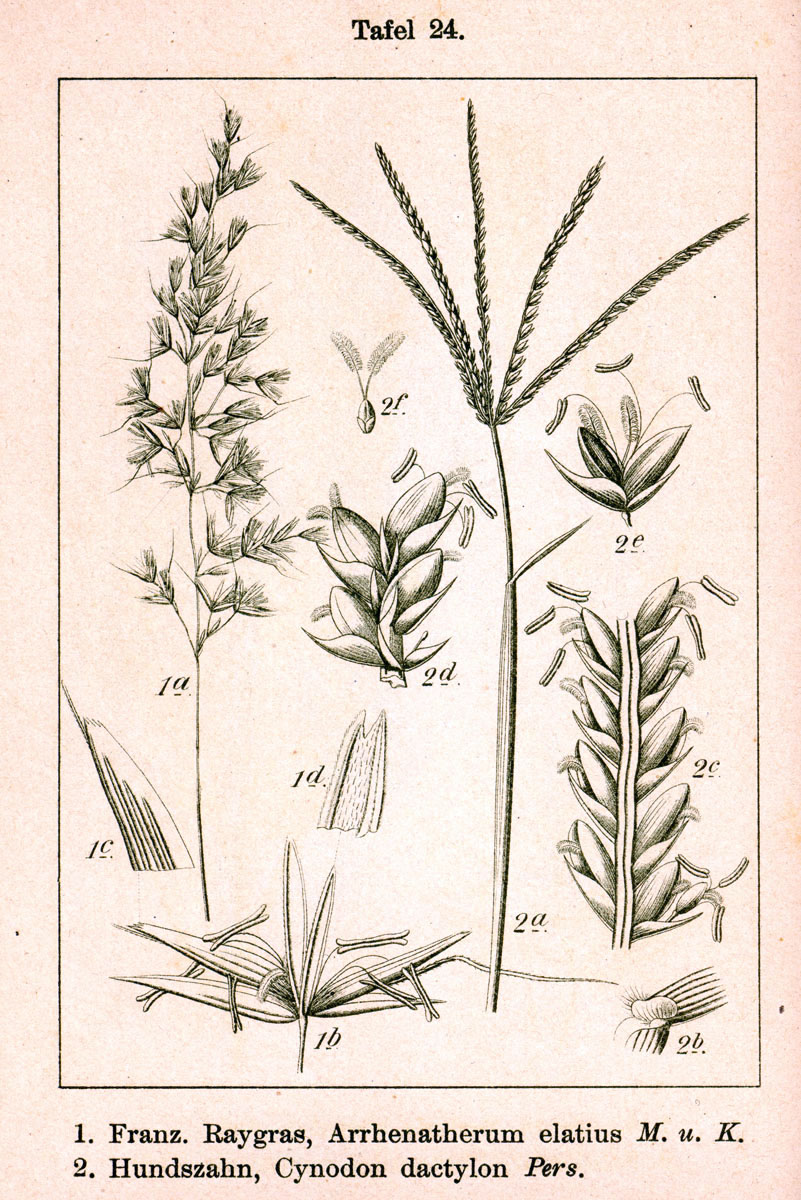
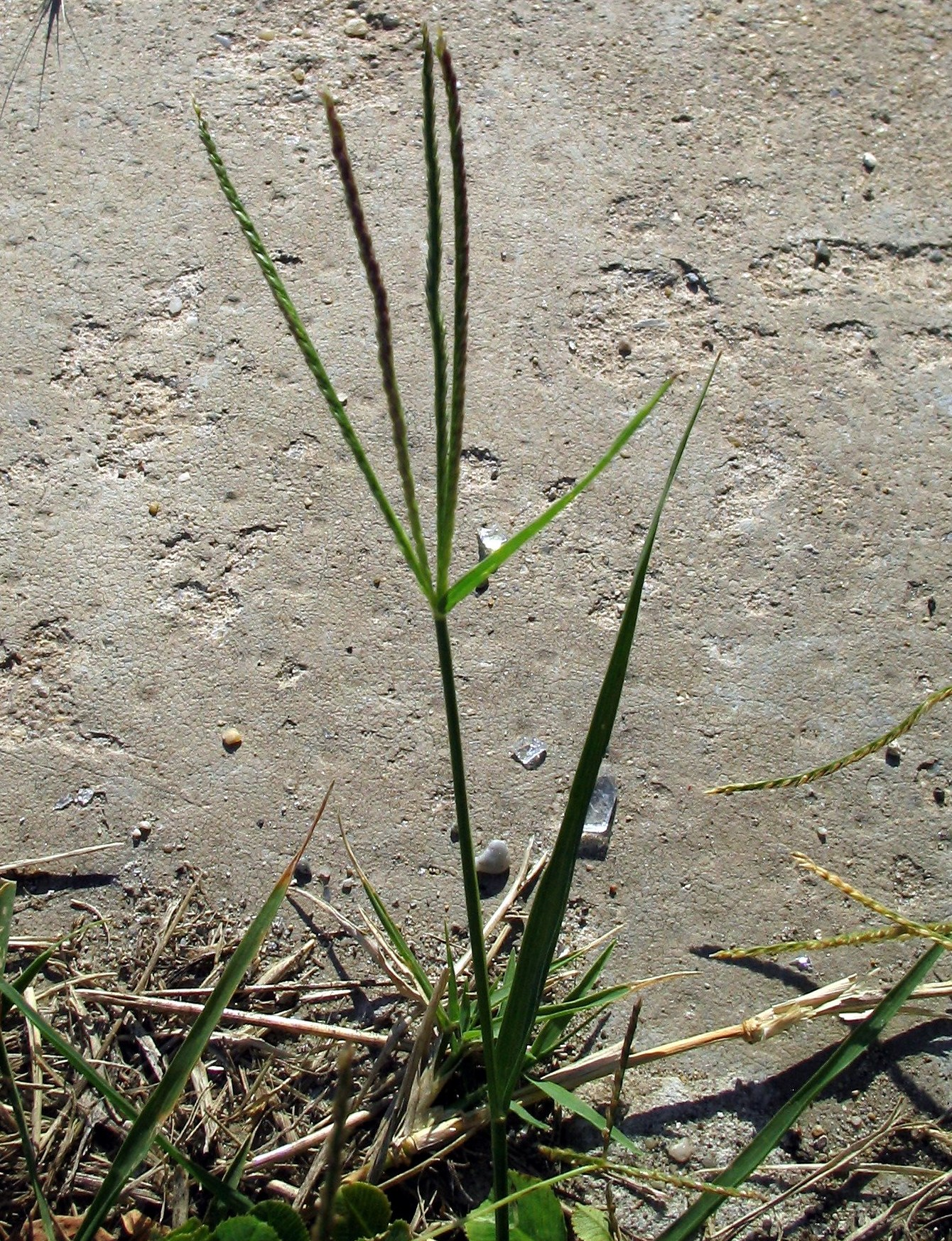
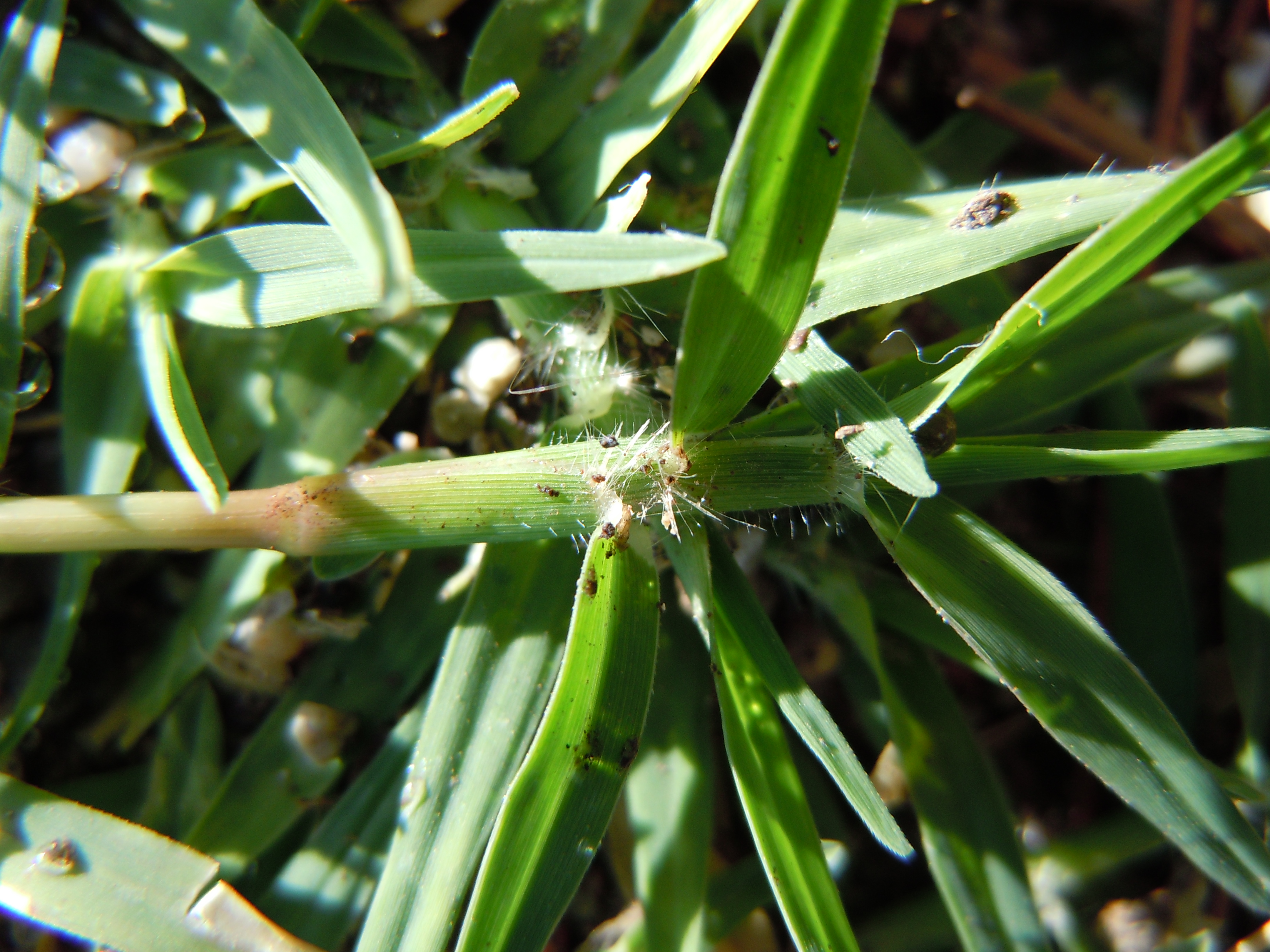
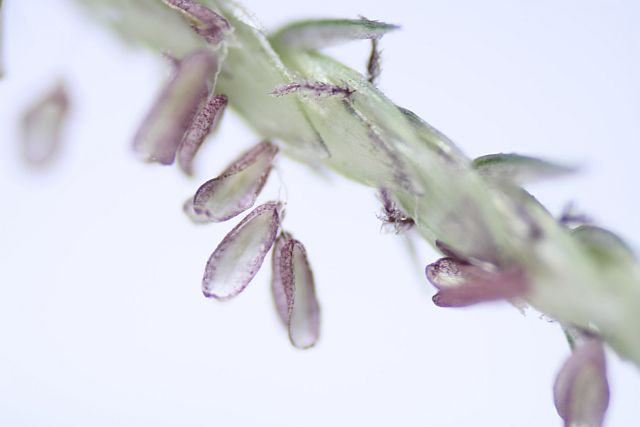
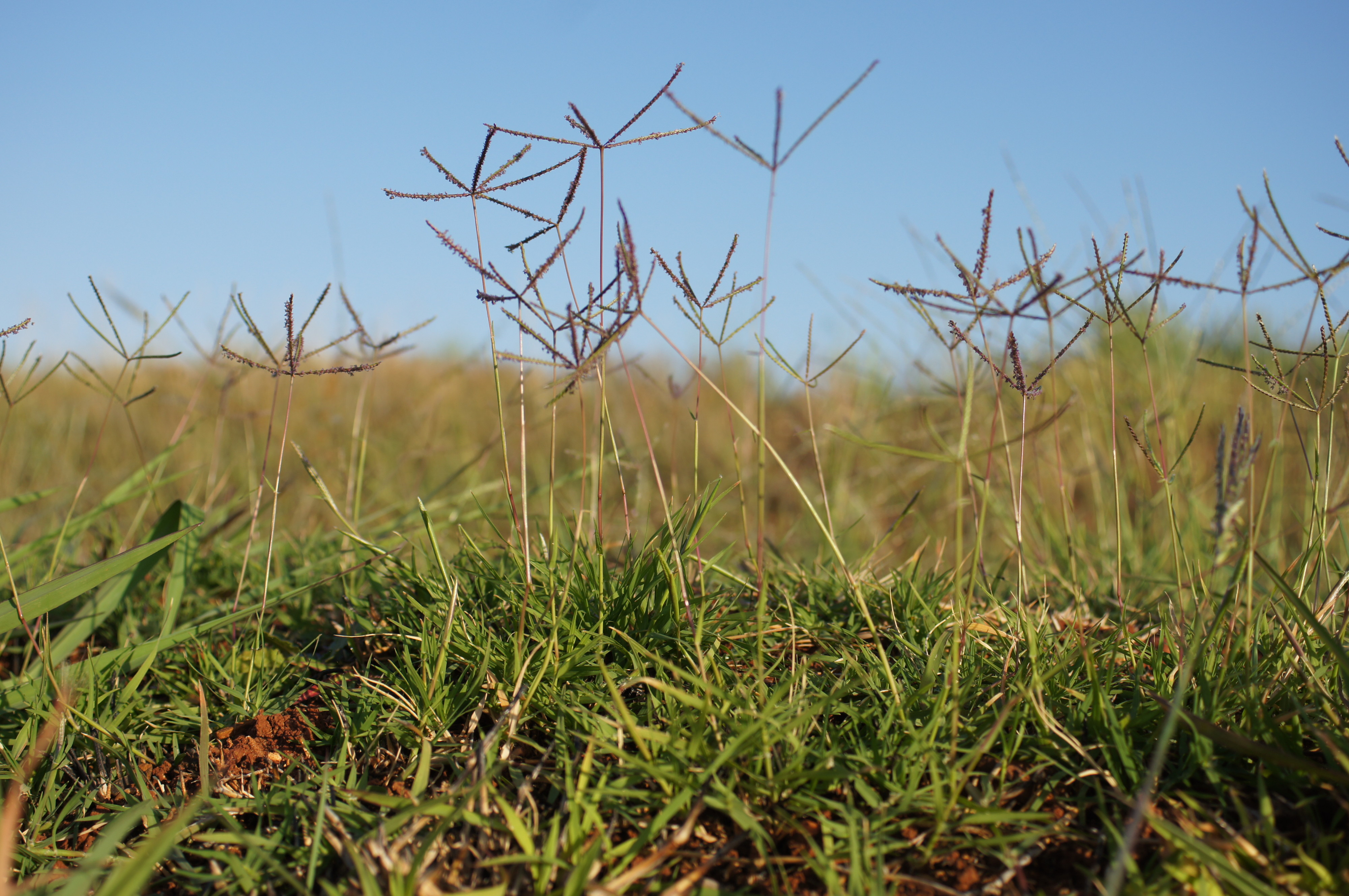